# フーガの技法

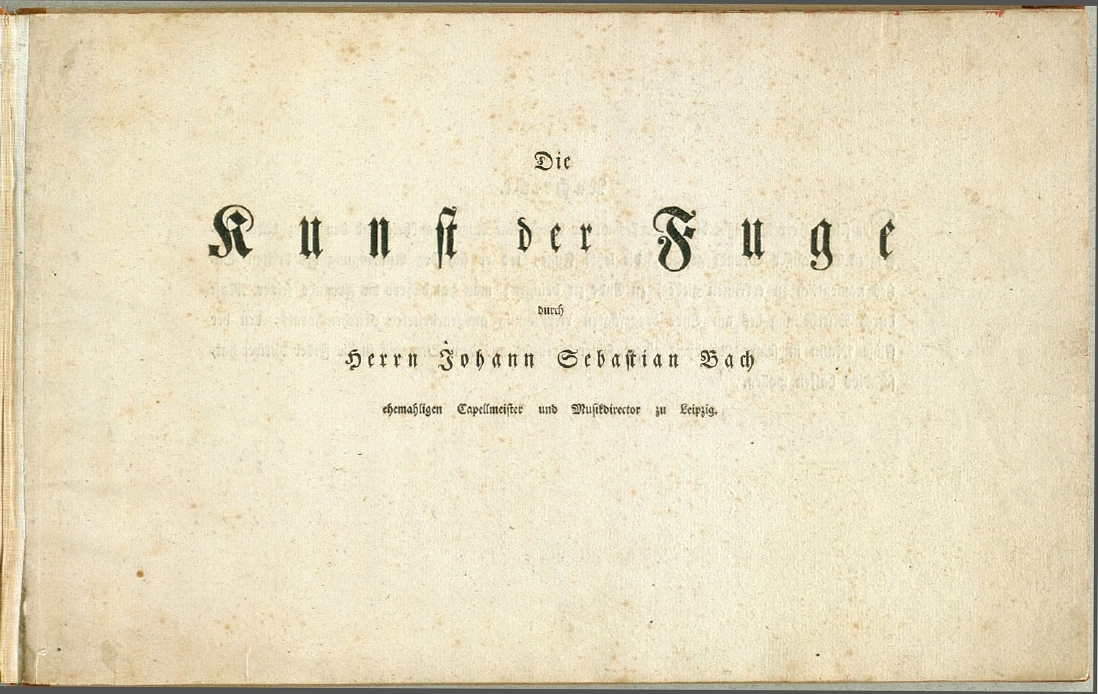
初版譜の表題紙

『フーガの技法』（フーガのぎほう、独: Die Kunst der Fuge、英: The Art of Fugue）ニ短調 BWV1080は、ヨハン・ゼバスティアン・バッハによる音楽作品。

## 経緯
1740年代前半に作曲が開始され、J.S.バッハ最晩年となる1740年代後半に作曲と並行して出版が準備されたが、その途中で作曲者自身の視力が急激に低下してしまい、一般に「コントラプンクトゥスXIV」とされる作品（3つの主題による4声のフーガ）が未完成の段階で作曲が中断されてしまった。何人かの音楽学者によって、最初の12曲が1742年にチェンバロ独奏を想定して作曲されたことが判明しているが、残りのフーガを書き始めた経緯は今もなお不明である。曲集はバッハの死後、未完成のまま出版された。
現行の多くの版には、様々な様式・技法による14曲のフーガと4曲のカノンが収録されている。彼は卓越した対位法の技術を駆使し、単純な主題を入念に組み合わせることによって究極の構築性を具現化した。
『フーガの技法』は、作品固有の緊密な構築性と内在する創造性によって、クラシック音楽の最高傑作の1つに数えられている。

## 音楽
『フーガの技法』の初版は、バッハの時代に一般的に使用された鍵盤楽器で演奏できるように作曲されていながら、オープンスコアで書かれており、しかも楽器指定がなされていない。これは当時の対位法的鍵盤作品にしばしば見られる形態であり、鍵盤以外の楽器で演奏されても良い旨を明言している作曲家もいた。またバッハの『オルガン協奏曲』やBVW972-987の諸作のように、逆に協奏曲などを鍵盤用に編曲して演奏することもしばしばあった。こうしたことからバッハは、鍵盤独奏で演奏可能な『フーガの技法』について、いくつかの楽器の組み合わせによる演奏を容認していた可能性がある。一方でグスタフ・レオンハルトは、この曲がチェンバロのために作曲されたと主張し、他の楽器で演奏されることに否定的な見解を示している。
『音楽の捧げもの』と同様に曲集は一つの主要主題で統一されており、未完成の最終フーガを除く全曲は、装飾・変形されたり上下転回された主題をもとに書かれている。最終フーガの主題については、単純化された主題にすぎないとする説もある一方で、まったく別の主題であるとする説もある。一部の学者及び演奏家は後者の説に従い、未完成の最終フーガはフーガの技法とは別の、独立した作品であるとしている。
初版曲集が未完成となったことについては、上記のほかにも研究者によって様々な説が出された。本当はもっと早くに完成していたが譜面が紛失したという説や、未完成のフーガは『フーガの技法』に含まれず、他の曲をもって曲集は完成していたという説もある。さらには、バッハのチェンバロ曲の多くが3の倍数組で構成されていることから、最初に完成した12曲の後に、もう一組の12曲を完成させる意向であったという推測もなされている。長年、これらの説を裏付けるような楽譜や資料は発見されていなかったが、近年の研究では、バッハがこの作品の出版について問い合わせた文献が残っており、少なくともこの作品を完成させる意図はあったこと、完成した曲はすでに校正願いを出していたこと、そして恐らく絶筆ではなかったことが指摘されている。
図らずも未完となってしまった曲集はバッハの意思を汲み出版されたが、わずか30部足らずほどしか売れず、同時代の評判はあって無きが如しであった。とはいえ一部の愛好家には次第に受け入れられ、1800年代以降の筆写譜が少なからず残されており、さらに1838年にはチェルニー校訂によるピアノ譜が出版された。この曲集が演奏家にクローズアップされるようになったのは、19世紀後半以降にサン＝サーンスなどの優れたピアニストがピアノで演奏することが広まってからであった。

## 原典
1740年代前半に書かれたとされる自筆譜（いわゆるベルリン自筆譜）と、出版譜がある。
自筆譜では15曲が1冊にまとめられている。最初の数曲は整然とした書体で書かれており、浄書譜のように思われるが、次第に書体は乱雑となり、多くの修正が書き込まれている。自筆譜に含まれるのは以下の各曲である（括弧内は初版でのタイトル）。
I.（コントラプンクトゥスI）
II.（コントラプンクトゥスIII）
III.（コントラプンクトゥスII）
IV.（コントラプンクトゥスV）
V.（コントラプンクトゥスIX）
VI.（コントラプンクトゥスX）
VII.（コントラプンクトゥスVI）
VIII.（コントラプンクトゥスVII）
IX.（8度のカノン）
X.（コントラプンクトゥスVIII）
XI.（コントラプンクトゥスXI）
XII.（拡大及び反行形によるカノンの初期稿）
XIII.（コントラプンクトゥスXII）
XIV.（コントラプンクトゥスXIII）
XV.（XIIの発展稿）
またこれら以外に個々に伝えられた自筆譜として、拡大及び反行形によるカノン（初版の版下原稿）、XIVの編曲および未完成のフーガがある。
出版譜には、1751年（バッハの死の翌年）に出版された初版と、1752年に出版された第2版がある。様々な対位法の技法が用いられ、それらは後の研究者によって「単純」、「反行」、「拡大および縮小」、「多重フーガ」（「フーガ」および対位法の項を参照のこと）などに大別された。曲全体を上下転回しても演奏可能であるように書かれた、「鏡像フーガ」という珍しい様式も見られる。
出版譜では、対位法の技法の種類ごとに曲が配列されている。また、個々の曲は"Contrapunctus"（対位）もしくは"Canon"と名づけられている。
単純フーガ
1.コントラプンクトゥス I:　単一主題による4声のフーガ

2.コントラプンクトゥス II:　単一主題による4声のフーガ

3.コントラプンクトゥス III:　主題の反行形による4声のフーガ

4.コントラプンクトゥス IV:　主題の反行形による4声のフーガ。通称「カッコウ」

反行フーガ、装飾された主要主題とその反行形を含むもの
5.コントラプンクトゥス V: 多くの密接進行を含む。これは第6曲及び第7曲においても同じである。

6.コントラプンクトゥス VI 主題の縮小を含む、フランス風の4声のフーガ: この曲中に用いられているような付点のリズムは、バッハの時代にはフランス風として知られていた（フランス風序曲）。

7.コントラプンクトゥス VII 主題の拡大および縮小を含む4声のフーガ: 拡大とは主題の音価を二倍に引き伸ばすこと、縮小とは主題の音価を半分に縮めることである。

2つの主題による2重フーガ及び3つの主題による3重フーガ
8.コントラプンクトゥス VIII 3声の3重フーガ

9.コントラプンクトゥス IX 12度の転回対位法による2重フーガ: 転回対位法（転回可能対位法）は、声部をそのまま移動させ、声部間の上下を入れ替えても成立する対位法を指す。"...度の"とあるのは移動の幅を示す（8度や15度以外では移調が生じる）。

10.コントラプンクトゥス X 10度の転回対位法による2重フーガ

11.コントラプンクトゥス XI 4声の3重フーガ

鏡像フーガは、楽譜に記されている音符を全て上下逆に読み替えても、音楽的な損失なしに演奏できるフーガのことである。
12.コントラプンクトゥス XII 4声。正立形および倒立形は、一般的に続けて演奏される。

13.コントラプンクトゥス XIII 3声。鏡像フーガであり、また反行フーガでもある。

カノンは、主題と応答の音程差や技法によって名前が付けられている。すべて2声。
14. 拡大及び反行形によるカノン

15. 8度のカノン

16. 3度の転回対位法による10度のカノン

17. 5度の転回対位法による12度のカノン

コントラプンクトゥスXIIIの編曲
18. 2台のクラヴィーアのためのフーガ（正立形）・異形（倒立形）4声。コントラプンクトゥスXIIIの正立形と倒立形にそれぞれ自由な声部（鏡像関係にない）を加えたもの。

未完成のフーガ
19. 3つの主題による4声のフーガ（コントラプンクトゥス XIV）。おそらく4重フーガを意図して書かれたと思われる。3つ目の主題にバッハの名前をもとにした音形が見られる (B-A-C-H)。

当時の資料によると、出版譜のための銅板彫刻はバッハが死に至る前に始められた。しかし、すでに健康を害していたバッハが、試し刷りをもとにして校正を実際に行ったかどうかは疑わしいと考えられている（現在残っている初版の正誤表はバッハの息子の手によるものである）。
また、出版譜はその巻末にいわゆる「アンコール」のような関係のない作品を含んでいる。これは『われ汝の御座の前に進み出て (独 Vor deinen Thron tret Ich hiermit)』 BWV 668aとして知られるコラール前奏曲であり、バッハはこの作品を死の床で口述筆記させたと言われている。この曲は未完成に終わったフーガの穴埋めとして付け加えられたことが序文に記されている。

## 未完成のフーガについて

第14コントラプンクトゥスは、3つ目の主題が導入された後の第239小節、3つの主題が重なって登場した直後で突然中断されている。
自筆譜には、バッハの息子であるC・P・E・バッハによって、「作曲者は、"BACH"の名に基く新たな主題をこのフーガに挿入したところで死に至った ("Über dieser Fuge, wo der Nahme B A C H im Contrasubject angebracht worden, ist der Verfasser gestorben.")」と記されている（譜面右下参照）。しかしながら、現代の学者たちはこの記述について強く疑問を抱いている。なぜなら、自筆譜の音符は疑いなくバッハ自身の手によって書かれているものであり、視力の悪化のために筆跡が乱れるより前の1748年から1749年の間に書かれたと思われるからである。
また、この記述の下、5線7段が空白のまま残されているが、その最下段右側に僅に音符が書き込まれている。この音符は、同じ譜面に書かれた他の音符よりも符頭が小さく、別の時期に書き込まれたものとされるが、これが本曲と関係があるのかは不明である。
更に、自筆譜5枚目の裏面には「und einen andern Grund Plan（そしてもう１つの基本計画）」との記述があり、未完成のフーガに関わるものなのか、或いは単なるメモなのかは全く不明である。バッハ本人の手による書き込みではなく、誰の手によるものかは未だ明らかでない。
弟子のアグリコーラとC・P・E・バッハによって書かれたバッハの『故人略伝』には、「彼の命を奪った病によって計画の完成は妨げられ、最後から二つ目のフーガを書き上げることも、四つの主題を持ち、それから四声すべての音を残らず転回させる最後のフーガを仕上げることもできなかった」と記されているが、この文の解釈は分かれている。中断時点では曲集中で唯一、主要主題もしくはその明確な変形が現れておらず、グスタフ・ノッテボームは1881年の論文で、三つの主題に加えて曲集の主要主題を対位法的に結合させ、四重フーガを作ることができると示した。
未完成のフーガを補筆し、完成させて演奏した例はあり（ドナルド・フランシス・トーヴィー、ヘルムート・ヴァルヒャ、デイヴィット・モロニーなど）、楽譜も多く出版されている。しかし、多くの演奏家は原典通りに未完成のまま演奏しているようである。録音においては、最後のいくつかの音符にフェードアウト処理を施していることもある。

## 演奏と録音
- 現代ではチェンバロ、ピアノ、オルガン、そして弦楽四重奏やオーケストラなど、様々な楽器の組み合わせで演奏されたり、録音されている。例えばWolfgang Graeserやヘルマン・シェルヘンはカノン以外の全てのフーガをオーケストラ用に編曲している。また2004年にはケネス・エイミス（英語版）がフーガとカノンを吹奏楽用にアレンジしている。

- ピアノでの演奏時間は約80～90分だが、アントン・バタゴフは150分かけて演奏している。
- フレットワーク（英語版）はヴィオール合奏で録音している。高橋悠治、鈴木雅明、ピーター・ディルクセン（ドイツ語版）は自筆譜稿で演奏している。ピ＝シェン・チェン（英語版）、大井浩明、ウィンストン・チョイは初版譜で演奏している。グレン・グールドが演奏した未完成のフーガは、チェルニー校訂版によるものである。
- ピーター・ディルクセンは「コントラプンクトゥス2はベルリン自筆譜では、他者の手でIIIと名づけられているが、このベルリン譜を清書するに当たり符点リズムは後で付け加えられた痕跡を有する」という見解から、全ての符点リズムを取り払って演奏しておりet'ceteraからリリースした録音もこれに拠る。しかし、初版までにコントラプンクトゥス2へいかなる経緯で符点リズム化が行われたのかは不明である。